# Вороненко Михайло Степанович
Михайло Степанович Вороненко (нар. 23 лютого 1927, тепер Чернігівської області — 9 червня 2004, місто Львів) — український радянський діяч, генеральний директор Львівського виробничого об'єднання імені 50-річчя Великої Жовтневої соціалістичної революції. Член Ревізійної комісії КПУ в 1966—1976 р. Кандидат у члени ЦК КПУ в 1976—1990 р. Герой Соціалістичної Праці (8.08.1985).

## Біографія
Закінчив Новомлинівську семирічну школу Борзнянського району Чернігівської області.
Освіта вища. Член КПРС з 1952 року.
Працював інженером, був на партійній роботі. На 1959—1961 роки — секретар Ленінського районного комітету КПУ міста Львова.
З 1961 року — директор Львівського машинобудівного заводу (поштова скринька № 246), який випускав телеграфну апаратуру. У 1967—1974 роках — директор Львівського заводу телеграфної апаратури Міністерства радіопромисловості СРСР.
У 1974—1990 роках — генеральний директор Львівського виробничого об'єднання імені 50-річчя Великої Жовтневої соціалістичної революції, яке випускало телеграфну апаратуру.
Потім — на пенсії в місті Львові.

## Нагороди
- Герой Соціалістичної Праці (8.08.1985)
- три ордени Леніна (26.04.1971, 10.03.1981, 8.08.1985)
- орден Жовтневої Революції (29.03.1976)
- орден Трудового Червоного Прапора (29.07.1966)
- лауреат Державної премії СРСР у галузі техніки (1977)
- медалі